# Manitou (mythisch wezen)

Het woord "manitou" in de Cree en Ojibwe talen.

Het woord Manitou wordt door Indianen van de Algonquian-taalgroep gebruikt om geesten aan te duiden. De betekenis van het woord raakt ook dat wat wij "essentie" zouden noemen.
De uitdrukking is voor het eerst door een Europese bezoeker genoteerd in 1585, toen de Engelse etnograaf Thomas Harriot haar opnam in een woordenlijst. Hij gaf correct het meervoud mantóac weer, met de niet helemaal juiste vertaling "Goden".
De naam van het Canadese meer en de provincie Manitoba zijn verbasteringen van "manitou-wapow", "de engte van de manitou" (van het meer). Ook het Franse bedrijf Manitou is ernaar vernoemd. Manitou is ook een veelvoorkomende naam voor uiteenlopende concepten in  scoutsgroepen.